# فلاديمير بورلاكوف
فلاديمير بورلاكوف (بالألمانية: Vladimir Burlakov)‏ هو ممثل ألماني وروسي (وحمل سابقاً جنسية الاتحاد السوفيتي)، ولد في 1987 بموسكو في روسيا.

## أعمال

### أفلام
- (2019) ذا كومنغ رايس[7]

## وصلات خارجية
- فلاديمير بورلاكوف على موقع IMDb (الإنجليزية)
- فلاديمير بورلاكوف على موقع مونزينجر (الألمانية)
- فلاديمير بورلاكوف على موقع ألو سيني (الفرنسية)
- فلاديمير بورلاكوف على موقع أول موفي (الإنجليزية)
- فلاديمير بورلاكوف على موقع قاعدة بيانات الفيلم (الإنجليزية)
- فلاديمير بورلاكوف على موقع كينوبويسك (الروسية)